# Sabljak Selo
 Sabljak Selo  falu Horvátországban, Károlyváros megyében. Közigazgatásilag Ogulinhoz tartozik.

## Fekvése
Károlyvárostól 38 km-re délnyugatra, községközpontjától 4 km-re délre, a Sabljaki-tó partján fekszik.

## Története
A falunak 1890-ben 138, 1900-ban 64 lakosa volt. Trianonig Modrus-Fiume vármegye Ogulini járásához tartozott. Plébániáját 2001-ben alapították, plébániatemploma 2010-ben épült Kučinić Selo településrészen az alapiskola közelében. 2011-ben 250 lakosa volt.

## Lakosság
| Lakosság változása | Lakosság változása | Lakosság változása | Lakosság változása | Lakosság változása | Lakosság változása | Lakosság változása | Lakosság változása | Lakosság változása | Lakosság változása | Lakosság változása | Lakosság változása | Lakosság változása | Lakosság változása | Lakosság változása | Lakosság változása |
| ------------------ | ------------------ | ------------------ | ------------------ | ------------------ | ------------------ | ------------------ | ------------------ | ------------------ | ------------------ | ------------------ | ------------------ | ------------------ | ------------------ | ------------------ | ------------------ |
| 1857               | 1869               | 1880               | 1890               | 1900               | 1910               | 1921               | 1931               | 1948               | 1953               | 1961               | 1971               | 1981               | 1991               | 2001               | 2011               |
| 0                  | 0                  | 0                  | 138                | 64                 | 0                  | 0                  | 0                  | 167                | 166                | 192                | 199                | 0                  | 0                  | 241                | 250                |

## Nevezetességei
- A Sabljaki tavat 1959-ben létesítették a Zagorska Mrežnica patak vizének felduzzasztásával a Gojak vízierőmű vízszükségletének biztosítására. A tó kellemes kirándulóhely, ideális a csónakázás, a vitorlázás, a horgászat kedvelőinek. Partján kiépített strandok, kerékpárutak vannak. Gyakran rendeznek itt evezős versenyeket is.
- Boldog Alojzije Stepinac tiszteletére szentelt római katolikus plébániatemploma 2010-ben épült.